# Токсини

Стандартизований символ токсичної речовини в ЄС, на якому зображено череп з перехрещеними кістками.

Токси́ни (від грец. toxikon — «отрута для використання на стрілах») — отруйні речовини, які виробляються живими клітинами або організмами. Індивідуальні сполуки, які спричинюють отруєння.
Цей термін вперше був використаний хіміком-органіком Людвігом Брігером (англ. Ludwig Brieger, 1849—1919), який походить від слова «токсичний».
Токсини часто мають білкову природу, яка дає можливість проходити через клітинний бар'єр та призводити до виникнення хворобливих станів при контакті або абсорбції токсинів через тканини тіла. Зазвичай, вступають у взаємодію з біологічними макромолекулами (наприклад, ферментами або рецепторами). Токсини значно різняться силою дії — від незначних (як токсин бджолиного укусу) до майже негайно смертельних (отрута деяких змій). Токсини також відрізняються механізмом дії, і можуть бути надзвичайно складними (отрута морського текстильного равлика з групи конічних равликів містить десятки маленьких білків, кожен з яких націлений на специфічний нервовий канал або рецептор), або відносно простими маленькими білками.

## Застосування у природі
Токсини в природі мають дві первинні функції:
- Напад (павуки, змії, скорпіони, медузи, оси)
- Захист (отруйна жаба, смертельний паслін, бджоли, оси)

Деякі відомі типи токсинів за принципом дії включають:
- Некротоксини (Necrotoxins) — спричинюють некроз (смерть) клітин, з якими вони контактують, і знищують усі типи тканин. Некротоксини передаються через кровотік, уражають всі тканини. У людини, до цих токсинів найчутливіші шкіра і м'язи. Організми, які виробляють некротоксини:
  - Павук коричневий відлюдник.
  - Necrotizing fasciitis («хижі» бактерії)
- Гемотоксини (Heamotoxins, Haemorrhaginstoxins) — токсини, які ушкоджують кровоносні судини й спричинюють кровотечу.
- Гемолітичні токсини (Haemolysinstoxins) — токсини, які ушкоджують червоні кров'яні тільця.
  - Ямкоголові змії, наприклад гримуча змія.
- Нейротоксини (Neurotoxins) — перш за все, ушкоджують нервову систему тварин. Організми, які виробляють нейротоксини, це:
  - Павук «Чорна вдова» і деякі інші павуки.
  - Скорпіони.
  - Кубомедузи.
  - Змії Elapidae.
  - Коничний равлик.
- Міотоксини (Myotoxic) — токсини, які пошкоджують м'язи.
- Нефротоксини (Nephrotoxins) — токсини, які пошкоджують нирки.
- Кардіотоксини (Cardiotoxins) — токсини, які уражають серце.

## Вплив токсинів на людину

### Інтермітний вплив токсинів
Отрути — речовини, здатні при дії на живий організм спричинити різке порушення нормальної його життєдіяльності аж до смерті. Віднесення тих або інших речовин до отрут є умовним, оскільки токсичність багатьох з них визначається обставинами або способом введення в організм.
Використання хімічних речовин як отрути відомо за давніх часів. Як зброя ураження отрути застосовувались під час полювання на диких тварин та у боротьбі між племенами.
З розвитком хімії та хімічних технологій формувалася наука про отруту — токсикологія. Отрути стали грізною зброєю, засобом масового знищення людей, бойовими отруйними речовинами, котрі в широких масштабах застосовані в Першу світову війну, а потім і в інших військових конфліктах (Ефіопія, Китай, В'єтнам, Іран).
Хімічну зброю за масштабами її уражальної дії можна порівняти з ядерною зброєю середнього калібру.
На рівні з бойовими отруйними речовинами, військові токсикологи приділяють велику увагу і хімічним речовинам, які при руйнуванні хімічно-небезпечних підприємств можуть спричинити масові ураження особового складу військ та населення.
Широке використання токсичних речовин у народному господарстві, великі викиди шкідливих речовин у навколишнє середовище спричинює «екологічну» небезпеку для населення окремих регіонів, а також небезпеку розвитку генетичних захворювань, пов'язаних з порушенням апарату спадковості людини внаслідок їхнього впливу на організм.
Тому головне призначення токсикології як науки — розкриття суті впливу отрути на організм та створення на цій основі ефективних засобів запобігання і лікування отруєнь.

#### Токсикологія як наука про отрути
Сучасна токсикологія — це наука, яка розглядає отрути і отруєння з різних позицій.
Отруйні речовини з давніх часів привертали до себе особливу увагу. З ними пов'язана безліч легенд і переказів. Так, білий миш'як (As203) протягом багатьох століть мав славу «порошку для спадкоємців», а у Венеції при дворі дожів тримали фахівців-отруйників. Агата Крісті у своїх детективних творах часто використовувала як спосіб убивства персонажів миш'як. Разом із тим давно відомо, що сполуки, отруйні у великих дозах, можуть бути цілющими в малих, про що зауважував ще в першій половині XVI ст. Парацельс. Наприклад, традиційне знаряддя убивць — арсен оксид у невеликих дозах (до 5 мг) корисний: його призначають усередину як загальнозміцнювальний й тонізуючий засіб. Недарма алхімічний символ Арсену — змія — зображений на гербі медицини.
Для характеристики токсичності тієї або іншої сполуки найчастіше використовують поняття летальної дози — LD50, яка призводить до загибелі 50 % піддослідних тварин. Як правило, дозу вимірюють масою отрути, яка припадає на 1 кг маси тварини. Однак використання поняття летальної дози має свої обмеження. По-перше, величину LD50, визначену, наприклад, для мишей, дуже рідко можна переносити на інших тварин. Отруйність нікотину для людини приблизно така ж, як і ціаністого калію (50—100 мг або 1—2 краплі), тоді як кози й козулі взагалі мало сприйнятливі до нікотину. По-друге, експериментально визначена, скажімо, на мишах, доза LD50 залежить від того, введена отрута підшкірно, внутрішньовенно, внутрішньом'язово або перорально (через харчовий тракт). Нарешті, навіть нелетальна доза може призвести до серйозного ураження того або іншого органа, особливо в довгостроковій перспективі, спричинити смерть організму. Проте величину LD50 широко використовують на практиці, у тому числі для порівняння токсичності різних класів хімічних сполук.
Згідно з класифікацією катастрофних отрут Інституту фармакології та токсикології АМН України, отрути, які несуть ризик масових отруєнь, поділяються залежно від їхнього походження на два типи — антропогенні (техногенні) та природні.

#### Антропогенні (технічні) отрути
Антропогенні отрути з точки зору медицини катастроф найкраще вивчені. Це пояснюється зацікавленістю спеціалістів промислової, сільськогосподарської, воєнної токсикології, фахівців в області медицини катастроф тощо. Розповсюдженість, потенціальна можливість утворюватися в різних середовищах довкілля в природних умовах у великих кількостях, висока токсичність, здатність забруднювати ряд об'єктів довкілля у значних концентраціях та невідворотність контакту людини з цими токсикантами з наступним проникненням в організм різними шляхами (пероральний, аерогенний, черезшкірний) обумовлюють високий ризик масових гострих та хронічних отруєнь.
До антропогенних отрут належать: сильнодіючі отруйні речовини (СДОР); токсичні речовини; пестициди; мінеральні добрива; отрути військової хімії; засоби побутової хімії; отрути, які породжують токсикоманію; фармакологічні препарати та диверсійні отрути.
До сильнодійних отруйних речовин (СДОР) належать головним чином зріджені та стиснені гази й низькокиплячі рідини, які при певних умовах (розгерметизація) можуть за короткі терміни забруднити значні об'єми повітря і стати причиною масових інгаляційних уражень. При воєнних конфліктах застосування найновітнішої зброї (наприклад, високоточні авіабомби нового покоління) виникнення вторинних хімічних катастроф, спричинених СДОР, буде скоріше правилом, а не винятком.
Такі СДОР як хлор, аміак, фосген, діоксид та триоксид сірки, оксиди азоту, метилізоціанат мають задушливу дію. При цьому переважній більшості їх притаманна також виразна подразнювальна дія. Фосген такою дією не володіє і має виразний прихований період (4—12 годин). Загалом динаміка формування втрат, породжених ними, уповільнена. На відміну від них ціаністий водень — швидкодійна гістотоксична отрута. У схемах фармакологічного захисту від отрут задушливої дії необхідні препарати, які усувають подразнення та біль, ще препарати, які зменшують запалення бронхо-легеневого апарату, а також проникність альвеолярно-капілярних мембран. Останні дані дають підставу рекомендувати також застосування препаратів, які зменшують кисневий запит організму (транквілізатори, антигістамінні засоби).
Гострі отруєння ціаністим воднем вимагають екстреного застосування антидотних засобів та патогенетичних ліків (фенотіазинові похідні: метиленовий синій, толуїдиновий синій, тіонін; хромосмон, метгемоглобіноутворювачі: диметил-амінофенол, диетиламінофенол, амілнітрит, пропілнітрит; вітаміни: ціанкобаламін, аскорбінова кислота, піридоксин; натрію тіосульфат та інші сірковміщуючі препарати). Необхідно зазначити, що частина цих препаратів виявляє також антидотно-профілактичну дію, що обумовлює доцільність їхнього використання й з профілактичною метою (особовий склад рятувальних команд, контингенти населення, при загрозі його попадання у заражену зону та інші ситуації).
Токсичні відходи, кількість яких накопичується з кожним роком, стають однією з провідних причин токсикологічного ризику та масових отруєнь. У цих процесах все більшу роль починають відігравати процеси токсичної трансформації токсикантів у довкіллі, які у певних умовах можуть перетворюватися на провідні фактори формування хімічної (токсикологічної) катастрофи. Вказані токсиканти можуть бути причиною повітряних, водних і харчових хімічних катастроф. Останні дві з них, як правило, стають причинами так званих «повзучих», а перша може бути причиною класичної повітряної катастрофи з масовими інгаляційними ураженнями. До токсичних складових таких відходів відносяться солі важких металів, поліхлоровані поліциклічні сполуки, аміак, сірководень, меркаптани. Залежно від токсиканту відповідно застосовуються антидоти та засоби патогенетичної терапії. Зокрема, при отруєннях солями важких металів (мідь, миш'як, ртуть, хром) як антидоти використовуються унітіол, закордонний препарат БАЛ, натрію тіосульфат, активоване вугілля та інші сорбенти. При ураженні сірководнем та меркаптанами — хромосмон, метиленовий синій, натрію тіосульфат. При отруєнні аміаком застосовується арсенал фармакологічних засобів, описаних у попередньому розділі (СДОР).
Пестицидам притаманний широкий перелік БАР різної хімічної будови, які мають широкий спектр механізмів токсичної дії. Залежно від останнього і використовуються антидоти та засоби патогенетичної дії. Так, при отруєннях препаратами з антихолінестеразним механізмом дії (ФОС) застосовують як антидоти фармакологічні засоби холінолітичної дії (атропін та атропіноподібні препарати), реактиватори холінестерази (дипіроксим, диетиксим, алоксим). При ураженні антихолінестеразними отрутами холінолітики ефективні тільки протягом декількох десятків хвилин після попадання отрути в організм. У відставлені терміни усунути судомний синдром вдається при парентеральному застосуванні потужних швидко діючих протисудомних засобів (реланіум, феназепам, засоби для не інгаляційного та інгаляційного наркозу). Для переважної більшості пестицидів інших груп антидоти не розроблені, а широковідомі мало ефективні. При отруєннях цими отрутами використовуються патогенетичні та симптоматичні засоби лікування та профілактики.
Мінеральні добрива малотоксичні речовини, але при певних умовах можуть стати причиною великомасштабної катастрофи та масових отруєнь: пожежа, залізнична катастрофа, повені, зливи. Вказані фактори можуть стати причиною їхньої токсичної трансформації або надходження значної кількості у водойми та забруднення питної води, риби, продовольства та інших об'єктів довкілля. Значна кількість оксидів азоту після термічного розкладу солей азотної та азотистої кислот спричинює ураження дихальної системи з розвитком токсичного набряку легень, що вимагає застосування того ж переліку фармакологічних засобів, який застосовується при отруєнні СДОР задушливої дії. Забруднення води та продовольства солями азотної та азотистої кислоти спричинює токсичну метгемоглобінемію, що вимагає застосування метиленового синього, хромосмону, аскорбінової кислоти та інших реактиваторів метгемоглобіну.
Отрутами воєнної хімії є різні за хімічною будовою та механізмами дії сполуки. До них належать як бойові отруйні речовини, так і ряд хімічних сполук, які широко застосовуються у військовій діяльності (наприклад технічні рідини, ракетні палива). Для частини з них (фосфорорганічні отруйні речовини) розроблені та впроваджені досить ефективні профілактичні, лікувально-профілактичні та лікувальні антидоти на основі холінолітичних препаратів, реактиваторів холінестерази, протисудомних засобів, зворотних інгібіторів холінестерази. Оскільки холінолітики проявляють свою антидотну активність у перші 10—20 хвилин після попадання отрути в організм, потрібно застерегти, що після розвитку судомного синдрому без застосування протисудомних засобів та інших патогенетичних препаратів запобігти фатальному наслідку важко. У цих умовах набуває значення застосування профілактичних та лікувально-профілактичних антидотів для цього класу отрут. Для арсеновмісних отрут розроблені ефективні лікувальні антидоти унітіол та БАЛ (британський антилюїзит). Проти подразливо-больових отруйних речовин також розроблені більш чи менш ефективні антидотні рецептури. Для решти отрут воєнної хімії ефективні антидоти відсутні, через це для лікування гострих отруєнь цими отрутами застосовується широкий перелік патогенетичних і симптоматичних фармакологічних засобів. Це вимагає проведення серйозного пошуку та експериментального обґрунтування ефективних схем та способів фармакологічної профілактики гострих масових отруєнь цими токсикантами.
У літературі невідомі приклади великомасштабних хімічних катастроф, спричинених засобами побутової хімії. Разом з тим не виключені інциденти, для ліквідації наслідків яких сил і засобів медичної служби районної ланки не вистачить. Це пояснюється відсутністю ефективних антидотів для отрут цього класу та складністю відповідних медичних технологій. У таких умовах провідного значення набуває застосування патогенетичних і симптоматичних фармакологічних засобів, наявних в аптечній мережі потерпілого регіону.
Імовірність стати причиною великомасштабних токсичних інцидентів є в отрут, які породжують токсикоманію, як і в отрут засобами побутової хімії, незначна. Для окремих представників цих отрут розроблені антидоти та відповідні медичні технології. При отруєннях метанолом як антидот використовується етиловий спирт, при ураженнях гепатотоксичними отрутами застосовується N-ацетилцистеїн. Особливого значення у цих умовах набувають відповідні способи детоксикації організму.
Фармакологічні препарати при певних умовах можуть стати причиною не тільки спорадичних, але і групових, а то і масових отруєнь. Це вимагає від служби охорони здоров'я приділяти увагу можливості появи таких інцидентів та плануванню відповідних заходів з організації медичного забезпечення потерпілого населення. Оскільки при створенні медикаментозних засобів у процесі їхнього доклінічного та клінічного вивчення з'ясовуються їхні побічні та можливі токсичні ефекти, існує можливість обґрунтувати способи антидотного чи патогенетичного лікування побічних та токсичних ефектів для частини вказаних фармакологічних засобів. Не дивлячись на їхні антидотні властивості та наявність у них ознак, які притаманні препаратам із групи антидотів, їх до антидотів не відносять.
До недавнього часу[коли?] до класу диверсійних отрут відносили в основному сполуки фторооцтової кислоти, солі важких металів, алкалоїди, психохімічні речовини. Після інциденту у 1995 році в Токійському метро з використанням зарину вказаний перелік диверсійних отрут потрібно доповнити.

#### Природний тип отрут
До отрут природного походження належать: природні отрути геологічного походження; мікроорганізмові токсини; токсини водоростей; токсини нижчих грибів (мікотоксини); отрути тваринного походження (зоотоксини); токсини рослинного походження тощо.
На території України не виключені хімічні катастрофи, спричинені природними отрутами геологічного походження (Крим, Карпати). Такі отрути, як діоксид та триоксид сірки, оксиди азоту, аміак, монооксид та двооксид вуглецю, сірководень, меркаптани, метан можуть утворюватися у природних умовах і бути причиною хімічних катастроф. Оксиди сірки, оксиди азоту, аміак мають подразнюючу дію й уражають бронхо-легеневий апарат і з наступним токсичним набряком легень. Двоокис вуглецю у високих концентраціях може спричинити рефлекторну зупинку дихання. У механізмах токсичної дії сірководню та меркаптанів основну роль відіграють гістотоксичні процеси. При отруєнні сірководнем метиленовий синій виявляє суттєвий антидотний ефект. Монооксид вуглецю є типовою гемічною отрутою. Ефективні антидоти для цих отрут не розроблені. Застосування кисню — антидоту монооксиду вуглецю в екстремальних умовах при масових ураженнях населення по ряду причин може бути утруднене.
Серед природних отрут біологічного походження мікроорганізмові токсини є найчастішою причиною масових та групових отруєнь після вживання забруднених ними харчових продуктів.
У сучасний період найчастіше причиною отруєнь за кількістю інцидентів та кількістю потерпілих є токсини мікроорганізмового походження. Якщо захворювання пов'язане з надходженням в організм з їжею тільки токсинів мікроорганізмів, то його відносять до харчових інтоксикацій.
Розрізняють три групи мікроорганізмових (бактеріальних) токсинів:
- екзотоксини, які виділяються у середовище в процесі життєдіяльності бактерії;
- ендотоксини, які виділяються у довкілля після загибелі бактерії;
- мезотоксини, які являють собою токсичні речовини, не міцно зв'язані зі стромою бактерії, здатні частково проникати у середовище культивування з живих бактерій.

Залежно від характеру відповідної реакції організму бактеріальні токсини можуть бути специфічними, коли вони вибірково діють на певні клітини та тканини організму, що проявляється конкретним захворюванням, та неспецифічними, попадання яких в організм спричинює загальнопатологічні реакції.
Біохіміки залежно від природи токсинів та хімічних властивостей поділяють їх на групу простих та складних білків (протеотоксини), групу із стероїдною конфігурацією (афлатоксини) та групу полісахаразних комплексів, токсичну активність яких визначає ліпідний комплекс (ліпід А).
За механізмом дії основні бактеріальні білкові токсини поділяють на мембранотоксини, цитотоксини, функціональні блокатори та ексфоліативні еритрогеніни.
Мембранотоксини поділяються на групи лейкоцидинів, токсинів із фосфатидазною активністю та гемолізини. Гемолізини поділяються на підгрупи О2-лабільні, О2-стабільні тощо.
Цитотоксини поділяються на такі три групи:
- антиелонгатори
- дермонекротизини
- цитотоксини з ентеротропною активністю.

Функціональні блокатори також поділяються на три групи: ентеротоксини з підгрупами термостабільних та термолабільних ентеротоксинів.[джерело?]

##### Альготоксини
Токсини водоростей (альготоксини) несуть високий ризик масових отруєнь при вживанні забрудненої ними води. В Україні існують природно-географічні та кліматичні умови для масового розмноження продуцентів альготоксинів у прісноводних штучних морях та прибережних зонах Чорного та Азовського морів. Труднощі виявлення цих токсинів та їхнє знезараження водоочисними системами, а також вживання забрудненої ними води значними контингентами населення без попереднього очищення збільшують ризик масових отруєнь альготоксинами. До цього часу не розроблені ефективні антидотні засоби для профілактики та лікування гострих уражень цими токсинами, через що у критичних умовах потрібно буде використовувати патогенетичні та симптоматичні фармакологічні засоби.
Тяжкі отруєння людей та тварин рибою, молюсками та водою прісноводних та морських водойм обумовлені масовим розмноженням («цвітіння» води) токсичних водоростей. Їхні токсичні продукти накопичуються в об'єктах другої ланки екологічного ланцюга (молюски, риби), через які передаються відповідно у третю ланку (наземні тварини та людина). Не виключене отруєння травоїдних на водопої при попаданні в шлунок зараженої води та фітопланктону, а також при купанні під час «цвітіння» води. Під час «цвітіння» води у ній утворюється значна біомаса (понад 100—200 г/л та мільйонів клітин синьо-зелених водоростей).
Анабена цвітіння води (Anabaena flos-aquae Breb) продукує так званий анатоксин (2-ацетил-9-азобіцикло (4-2-1) нон-2ен), який є потужним стереоспецифічним антагоністом Н-холінорецепторів. Він блокує нервово-м'язову передачу по деполяризуючому типу, що проявляється сильною початковою контрактурою з подальшим повним паралічем скелетної та дихальної мускулатури. ЛД50 для мишей та пацюків цієї отрути складає 0,5 мг/кг при внутрішньоочеревинному введенні. 0,1—1 мг цього токсину пригнічує фермент холінестеразу.
Афанізоменон цвітіння води (Aphanisomenon flos-aquae (L) Ralfs-продуцент термостабільних у кислому середовищі афантотоксинів, які містять неосакситоксин (90 %) і сакситоксин (10 %). Такі ж токсини були виділені у морських перідіній Gonyaulax та Q. amarensis. Механізм дії пояснюється тим, що гуанідинова група молекули цих токсинів застрягає в іонотранспортній ділянці Na±каналу і блокує його.
Мікроцистіс сірувато-зеленій (Microcystis aeruginosa) продукує поліпептидні токсини, зокрема мікроцистин, який містить L-тирозин, D-аланін, D-ізоглутамінову кислоту, бета-D-аспарагінову кислоту, N- метилдегідроаланін, L-метіонін; LD50 токсину становить 0,1 мкг для мишей при внутрішньоочеревинному введенні. Токсин спричинює тромбоцитопенію з наступними крововиливами в легені та печінку, тромбози, збільшення печінки.
Токсин LR-гексапептид на відміну від мікроцистину містить L-лейцин та R-аргінін. Його LD50 лежить в межах 0,1 мкг і спричинює смерть мишей протягом 1 години. Цей токсин також спричиняє тромбоцитопенію, тромбоз легень, збільшення печінки.
Розрізняють шлунково-кишкову, шкірно-алергічну, м'язову та змішану форми отруєнь токсинами синьо-зелених водоростей.
При зараженні синьо-зеленими водоростями води водогінної мережі виникають масові отруєння по типу токсичного гастроентериту, подібного до проявів шигельозу чи холери.
Одним з показників забруднення води альготоксинами є її сильний рибний запах.
У системі профілактичних заходів для запобігання масовим отруєнням альготоксинами одне з основних місць посідає гідробіологічний контроль якості води.
Для профілактики отруєнь альготоксинами потрібно проводити тривале кип'ятіння води, фільтрацію її через активоване вугілля, озонування води на водоочисних спорудах.

##### Мікотоксини
Мікотоксини (токсини нижчих грибів) продукують мікроскопічні грибки. Оскільки їхніми субстратами є харчові продукти, фураж, товарне зерно тощо, то при певних умовах мікотоксини можуть накопичуватися у значних кількостях та ставати причиною масових гострих та хронічних отруєнь. Методи лабораторної ідентифікації мікотоксинів складні, тривалі та громіздкі, клінічні прояви отруєння ними не завжди чітко окреслені, отже розпізнавання природи масових захворювань запізнюється, що не дає змоги своєчасно здійснити необхідний комплекс заходів. Лікування гострих отруєнь мікотоксинами утруднюється відсутністю специфічних антитоксичних засобів.
Мікотоксини — токсичні речовини складної хімічної будови, які продукуються мікроскопічними грибами. Мікроскопічні гриби по типу живлення та обміну речовин мають ознаки як рослин (апікальний ріст, клітинна полярність, наявність клітинної оболонки), так і тварин (гетеротрофний тип обміну речовин по вуглецю, наявність глікогену та хітину в оболонках та інші).
Займаючи третє місце за чисельністю видів після тварин та рослин, мікроскопічні гриби відрізняються за морфологією, способом життя та живлення, механізмами адаптації та іншими ознаками.
За хімічною будовою мікотоксини — це ароматичні поліциклічні сполуки з молекулярною масою в межах 200—400, у складі яких є вуглець, водень та кисень.
Більшість мікотоксинів не руйнується при звичайній кулінарній та технологічній обробці забруднених ними харчових продуктів. Про кількість їхніх видів та розповсюдженість свідчить перелік відомих токсикозів. Так, гриби роду Aspergilus продукують афлатоксини B1, B2, G1, G2, M1, M2, стеригматоцистин, охратоксини А, В, С, фумітриморгини А та В, триптоквивалін, фумітоксини A, B, C, D, терротриеми А та В, цитохалазин Е. Ці мікотоксини продукуються при розмноженні грибів на таких природних субстратах, як арахіс, кукурудза, бобові, насіння бавовни, горіхи, фрукти, овочі, спеції, фураж, сири, зернові, рис, силос. Цим мікотоксинам притаманна гепатотоксична, канцерогенна, мутагенна, тератогенна, імунодепресивна, нефротоксична та капіляротоксична дія.
Гриби роду Penicillium продукують токсичні речовини пенітреми A, B, C, D, E, веррукулоген, янтитреми А. В та С, паксилін, лютеоскирин, циклохлоротин, ісландітоксин, еритроскирин, руголозин, цитреовіридин, цитринин, патулін, пеніцилова кислота, PR-токсин, рокфортин, мікофенолова кислота, циклопіазонова кислота, рубратоксин А та В, секалонова кислота D.
Субстратами вказаних грибів є насіння бавовни та соняшника, сири, яблука, пасовищні трави, рис, сорго, пшениця, бобові, арахіс, перець, ячмінь, овес, жито, різні фрукти, овочі та продукти їхньої переробки (соки, пюре, джеми та компоти), фураж, кукурудза, арахіс.
Гриби роду Fusarium продукують трихотеценові мікотоксини (понад 40 сполук), зеараленон, моніліформін. Субстратами цих грибів є різні зернові, фураж, в тому числі сіно та солома, кукурудза, сорго.
Гриби роду Claviceps purpura та Claviceps paspali продукують нейротоксичні ерготоксини, а їхніми субстратами є різні зернові, дикоростучі злакові. Їхній міцелій у спокої на колосках жита чи пшениці у вигляді ріжків темно-фіолетового забарвлення завдовжки до 4 см та завтовшки 0,6 см називають матковими ріжками.
Широке розповсюдження та швидке накопичення мікотоксинів у субстратах пояснюється тим, що вони утворюються у ланцюгу послідовних ферментних реакцій з відносно невеликого числа хімічно простих проміжних продуктів основного метаболізму, а саме ацетата, малоната, меквалата та амінокислот.

##### Зоотоксини
Зоотоксини — отрути, які продукуються вищими тваринами. Оскільки зоотоксини є білками чи поліпептидами, переважна їхня більшість може проявляти токсичність при парентеральному введенні, що значно обмежує їх спроможність спричиняти масові отруєння. У літературі відомі масові отруєння, спричинені укусами диких бджіл. Деякі морські риби при вживанні можуть стати причиною гострих масових отруєнь.
Антитоксичні сироватки розроблені проти отрут деяких найпоширеніших плазунів. Основним в арсеналі медикаментозної терапії гострих отруєнь зоотоксинами будуть патогенетичні та симптоматичні фармакологічні засоби.
Один із найвідоміших видів тваринних отрут (зоотоксинів) — тетродотоксин. Він міститься в шкірі і яйцях деяких жаб, у яйцях каліфорнійського тритона, у слинних залозах восьминога. Але найбільшу популярність йому принесла риба фугу, отрута міститься в яєчниках і печінці. Фугу — улюблена їжа японців, однак готувати її дозволено лише кухарям, які мають спеціальну ліцензію, оскільки навіть двогодинне кип'ятіння не руйнує отруту. Для тетродотоксину LD;o=10 мкг/кг, тобто одного міліграма цієї отрути досить, щоб убити людину. Тетродотоксин належить до нейротропних отрут, які блокують проникність мембран нейронів вегетативної нервової системи для іонів натрію, що практично миттєво перериває нервовий імпульс. На основі тетродотоксину виготовляють знеболювальні препарати.

##### Фітотоксини
Токсини рослинного походження або токсини вищих рослин нараховують близько 200 представників. З точки зору медицини катастроф та токсикології хімічних катастроф значення мають не більше 10 отрут (атропін, скополамін, дитилін, рицин та інші). Це переважно ті токсичні речовини, які продукуються широко розповсюдженими рослинами, які вирощуються як продуценти лікарських речовин або як технічні культури. Як правило, для таких отрут антидоти існують. Великомасштабні токсикологічні катастрофи, спричинені такими отрутами, не зареєстровані.
З отрут рослинного походження (фітотоксини) найдужчий — глікопротеїн рицин (LDS0=0,1 мг/кг), основний токсичний компонент бобів рицини. Білкова частина рицину містить 560 амінокислотних залишків, полісахаридна — близько 20 % молекулярної маси, що дорівнює 62 400. В організмі рицин спричинює структурну перебудову клітинних мембран і порушує внутрішньоклітинний синтез білків. При потраплянні крапельок рицину в легені його токсичність приблизно така ж, як у нервово-паралітичного газу зарину. У деяких країнах вивчали способи застосування рицину у вигляді аерозолю під час воєнних дій.
Дві добре відомі рослинні отрути — нікотин (LD50=0,3 мг/кг) і стрихнін (LD50=0,75 мг/кг), який міститься в блювотних горішках (насіння Strychnos nux vomica), — належать до алкалоїдів. Регулярне вдихання тютюнового диму зумовлює повільне, але невідворотне руйнування органів людини. Шкідливість паління особливо доводить той факт, що дорослу людину може вбити ін'єкцією нікотину, виділеного з однієї сигари[джерело?].
У медицині широко застосовують алкалоїд атропін. Він міститься в беладоні, блекоті, дурмані й інших рослинах родини пасльонових. Хоча атропін не такий токсичний, як багато інших алкалоїдів (для нього LDM=400 000 мкг/кг), саме ця отрута — найчастіша причина отруєння в середніх широтах. Маленькі діти вважають солодкі чорні ягоди беладони вишневими й можуть отруїтися на смерть, з'ївши всього три-чотири.
Вміст токсичних речовин у різних частинах рослин нерівномірний. Він міняється протягом року, одні рослини більш токсичні до цвітіння, інші в період цвітіння чи після нього. У посушливі та дощові роки ціаногенні речовини у конюшині, льоні та виці після морозу утворюються у більшій кількості. У дощову погоду вміст токсичних речовин у красавці (беладонні), дурмані та аконіті зменшується.

## Екологічні токсини
Термін «екологічний токсин» іноді може явно включати синтетичні забруднювачі, такі як промислові забруднювачі та інші штучно створені токсичні речовини. Оскільки це суперечить більшості формальних визначень терміна «токсин», важливо підтвердити, що має на увазі дослідник, коли використовує цей термін поза мікробіологічним контекстом.